# ويليام ليتش
ويليام ليتش (بالإنجليزية: William Leach)‏ (7 نوفمبر 1851 - 30 نوفمبر 1932) هو لاعب كريكت نيوزلندي.